# Théâtre du Vieux-Colombier
Pour les articles homonymes, voir Colombier.
Le théâtre du Vieux-Colombier  est une salle de spectacles située au 21, rue du Vieux-Colombier, dans le 6e arrondissement de Paris.

## Histoire
Le théâtre est créé en octobre 1913 par Jacques Copeau, dans l'ancien Athénée-Saint-Germain. Pour le nom, il choisit celui de la rue, pour faciliter au public sa localisation. Un pavé de la basilique San Miniato al Monte de Florence, figurant deux colombes, lui avait servi de modèle pour l'emblème du théâtre.
Comme l'indique le panneau Histoire de Paris disposé devant le théâtre, « il voulait créer un théâtre populaire, dégagé du mercantilisme, et rajeunir l'art du décor et de la mise en scène. Cet essai de rénovation l'amène à privilégier l'œuvre et l'acteur ».
En novembre 1917, la troupe du Vieux-Colombier s'installe pour deux saisons à New York, au Garrick Theatre. Le succès obtenu n'est pas à la hauteur des attentes. En 1920, c'est le retour à Paris : le Vieux-Colombier rouvre ses portes.
En 1924, Jean Tedesco prend la direction du Vieux-Colombier, où il projette les œuvres nouvelles de Dimitri Kirsanoff, André Sauvage, Jean Grémillon, Jean Epstein, etc. Des espaces sont consacrés à la création :

« Il y avait suffisamment de place dans les dépendances de la salle pour accueillir, par exemple, André Gide, qui tout en suivant le montage de son Voyage au Congo qu'avait filmé Marc Allégret, y rédigea ses sous-titres. Jean Renoir s'associa avec Jean Tedesco pour réaliser  La Petite Marchande d'allumettes au Vieux-Colombier même, qui était devenu de par la volonté de Tedesco “le plus petit studio du monde”. »

— André G. Brunelin, Cinéma 61 n° 52, janvier 1961.
René Rocher dirige le théâtre de 1935 à 1943. Pendant la guerre, Paul Annet Badel l'achète et utilise la cave pour y créer un club de jazz : Le Vieux Colombier où se produisent, entre autres, Sidney Bechet, Claude Luter, André Réwéliotty, Geo Daly et Moustache. Le 13 janvier 1947, Antonin Artaud fait sa dernière apparition publique sur la scène du Vieux Colombier et y donne une conférence faisant salle comble. 
L'émission radiophonique Le Masque et la Plume est à ses débuts, dans les années 1950, enregistrée au théâtre du Vieux-Colombier, avant de rejoindre la Maison de la Radio.
Le théâtre est dirigé de 1960 à 1970 par Bernard Jenny, qui a été le premier à y mettre en scène la trilogie de Paul Claudel (L'Otage, Le Pain dur et Le Père humilié).
Menacé de démolition en 1970 au profit d'une station-service, le théâtre sera sauvé par Claude Baks, qui intente un procès contre la compagnie pétrolière à l'origine de ce projet. Sa direction sera alors confiée à Marthe Mercadier, qui le dirige de décembre 1970 à octobre 1971, puis à Anne Caprile qui en prend la direction jusque fin 1972. Le bail prenant fin en janvier 1973 le théâtre sera laissé peu à peu à l'abandon ; il est menacé de disparaître en 1975 et ferme en 1977. Les comédiens se mobilisent et manifestent devant le théâtre. 
Il fait l’objet d’un classement au titre des monuments historiques depuis le 4 janvier 1978. Racheté par l'État en 1986, il sert d'atelier au peintre Didier Paquignon en 1987-1988.
Rouvert en 1993, il fait partie depuis des salles de la Comédie-Française, avec la salle Richelieu et le Studio-Théâtre du Carrousel du Louvre.

## Créations
Le théâtre du Vieux-Colombier a été l'hôte de la première représentation de Huis clos, de Jean-Paul Sartre, en 1944.